# Coaraci
Coaraci este un oraș în unitatea federativă  Bahia (BA) din Brazilia.